# Burgstall Schernberg
Der Burgstall Schernberg, auch Schernburg genannt, ist eine abgegangene mittelalterliche Höhenburg bei 399 m ü. NHN auf dem Schernberg im Neuhauser Forst etwa 1750 Meter südlich der Kirche in Oberschwappach, einem heutigen Ortsteil der Gemeinde Knetzgau im Landkreis Haßberge in Bayern.
Von der 1271 erstmals erwähnten Burganlage sind noch Gräben und Wälle erhalten. Sie wird 1436 als Burgstall, also als verfallene Burg beschrieben.